# هاري إدغار غولدزورثي
هاري إدغار غولدزورثي (بالإنجليزية: Harry E. Goldsworthy)‏ هو ضابط أمريكي، (ولد في سبوكين في الولايات المتحدة 1914 – 2022 م).